# 向上訓練
向上訓練（こうじょうくんれん）とは、養成訓練を受けた労働者や、職業に必要な相当程度の技能や知識を持つ労働者に対して、より高度な技能と知識を習得させ、技能労働者としての能力を向上させる訓練を言う。昭和44年に制定された職業訓練法に規定された職業訓練体系の一つであったが、平成4年の職業能力開発促進法の改正で訓練体系が再編されたことにより、以降は用いられなくなった。

## 昭和44年制定の職業訓練法

### 職業訓練の体系
養成訓練、向上訓練、能力再開発訓練、再訓練、指導員訓練の5種類が規定されていた。

### 向上訓練の実施区分
向上訓練は、二級技能士訓練課程、監督者訓練課程、生産技能訓練課程に区分された。

### 職業訓練の施設
向上訓練は、以下の公共職業訓練施設で実施されていた。
- 専修職業訓練校（専修訓練課程の養成訓練、向上訓練、能力再開発訓練、再訓練、事業主等の行う職業訓練）
- 高等職業訓練校（高等訓練課程の養成訓練、向上訓練、能力再開発訓練、再訓練、事業主等の行う職業訓練）
- 職業訓練大学校（指導員訓練、職業訓練に関する調査・研究、向上訓練、再訓練等）
- 身体障害者職業訓練校（上記の3施設で職業訓練を受けることが困難な身体障害者等に対する職業訓練）

## 昭和49年改正の職業訓練法

### 職業訓練の体系
養成訓練、向上訓練、能力再開発訓練、再訓練、指導員訓練の5種類が規定されていた。

### 職業訓練の施設
向上訓練は、以下の公共職業訓練施設で実施されていた。
- 専修職業訓練校（専修訓練課程の養成訓練、向上訓練、能力再開発訓練、再訓練、事業主等の行う職業訓練）
- 高等職業訓練校（高等訓練課程の養成訓練、向上訓練、能力再開発訓練、再訓練、事業主等の行う職業訓練）
- 職業訓練大学校（指導員訓練、職業訓練に関する調査・研究、向上訓練、再訓練等）
- 身体障害者職業訓練校（上記の3施設で職業訓練を受けることが困難な身体障害者等に対する職業訓練）
- 職業訓練短期大学校（特別高等訓練課程の養成訓練、向上訓練、能力再開発訓練、再訓練）
- 技能開発センター（向上訓練、能力再開発訓練、再訓練）

## 昭和53年改正の職業訓練法

### 職業訓練の体系
養成訓練、向上訓練、能力再開発訓練の3種類が規定されていた。これまで規定されていた指導員訓練は、以降は職業訓練の体系とは区別して規定されることになった。また、同様にこれまで規定されていた再訓練は、向上訓練に含まれることになった。

### 向上訓練の実施区分
一級技能士訓練課程、二級技能士訓練課程、監督者訓練課程、技能向上訓練課程の4区分とされた。技能向上訓練課程は、これまでの向上訓練の技能開発訓練課程と生産技能訓練課程、ならびに、これまでの再訓練の技能追加訓練課程と技能補習訓練課程を統合したものである。

### 職業訓練の施設
向上訓練は、以下の公共職業訓練施設で実施されていた。
- 職業訓練校（養成訓練、向上訓練、能力再開発訓練）
- 技能開発センター（向上訓練、能力再開発訓練）
- 身体障害者職業訓練校（上記の施設で職業訓練を受けることが困難な身体障害者等に対する養成訓練、向上訓練、能力再開発訓練）

## 昭和57年改正の職業訓練法施行規則

### 向上訓練の実施区分の追加
向上訓練に、単一等級技能士訓練課程が新設された。

## 昭和60年改正の職業訓練法
この改正により、法律の題名が職業能力開発促進法と改められた。

### 向上訓練の実施区分
一級技能士訓練課程は一級技能士課程に、二級技能士訓練課程は二級技能士課程に、単一級技能士訓練課程は単一級技能士課程に、監督者訓練課程は管理監督者課程に、技能向上訓練課程は技能向上課程に、それぞれ改められた。

## 平成4年改正の職業能力開発促進法

### 職業訓練の体系
これまでの体系が対象者の属性別であったのに対して、本改正により、習得させようとする技能および知識の程度と期間に基づく体系に改められた。程度においては、普通職業訓練と高度職業訓練、期間においては、長期間および短期間に区分された。これにより、向上訓練は廃止された。
これまでの向上訓練のうちの一級技能士課程、二級技能士課程、単一等級技能士課程、管理監督者課程に相当するものは、普通職業訓練のうちの短期課程の一級技能士コース、二級技能士コース、単一等級技能士コース、管理監督者コースとなった。